# Cajsa Warg

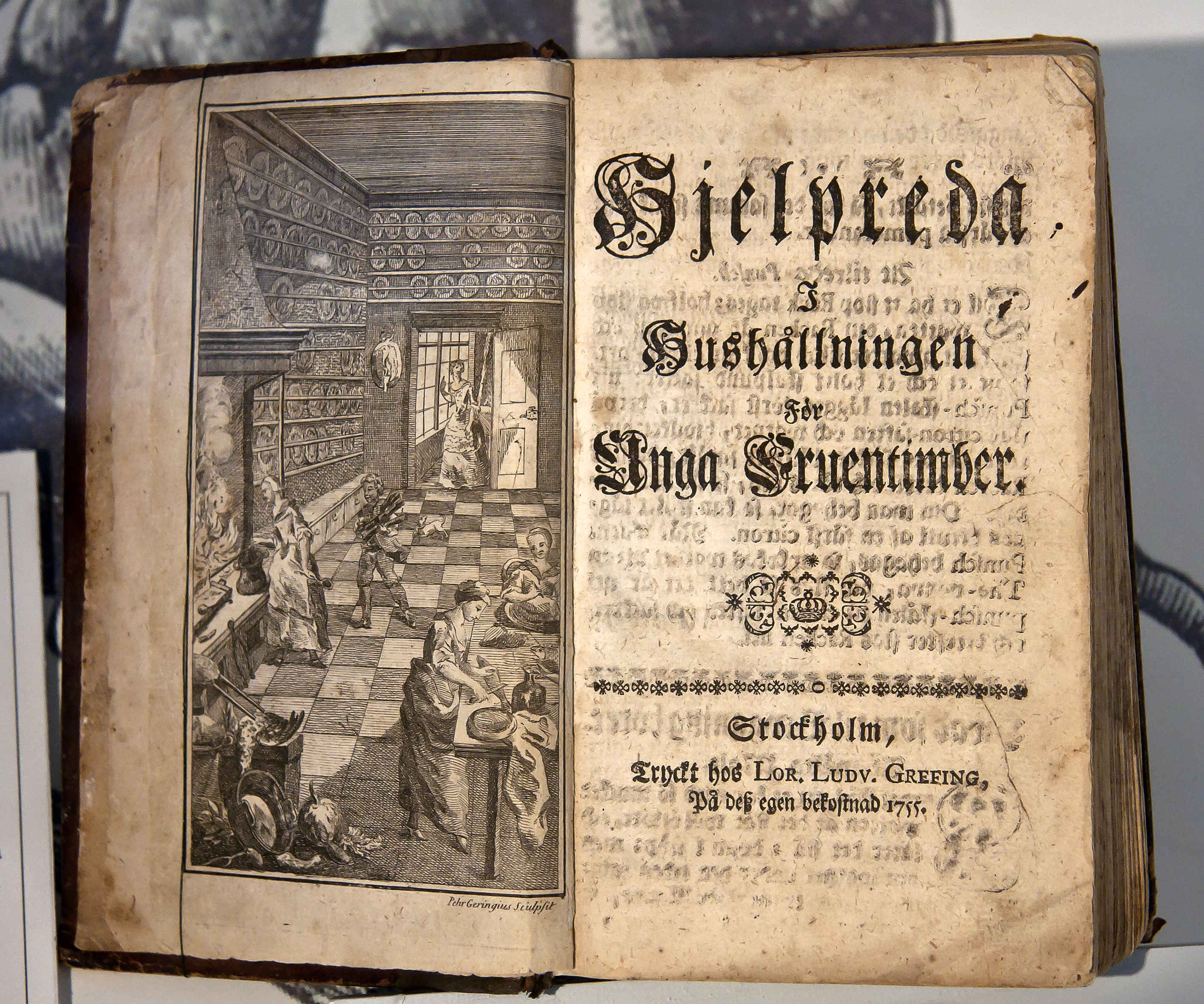
Hjelpreda I hushållningen för unga Fruentimber, 1755. Das Exemplar ist Teil der Ausstellung im Haus von Cajsa Warg im Freilichtmuseum Wadköping in Örebro, Schweden.

Anna Christina Warg (23. März 1703 in Örebro – 5. Februar 1769 in Stockholm), bekannter unter dem Namen Cajsa (oder Kajsa) Warg, war eine schwedische Kochbuchautorin und gilt als eine der bekanntesten schwedischen Köchinnen.

## Leben

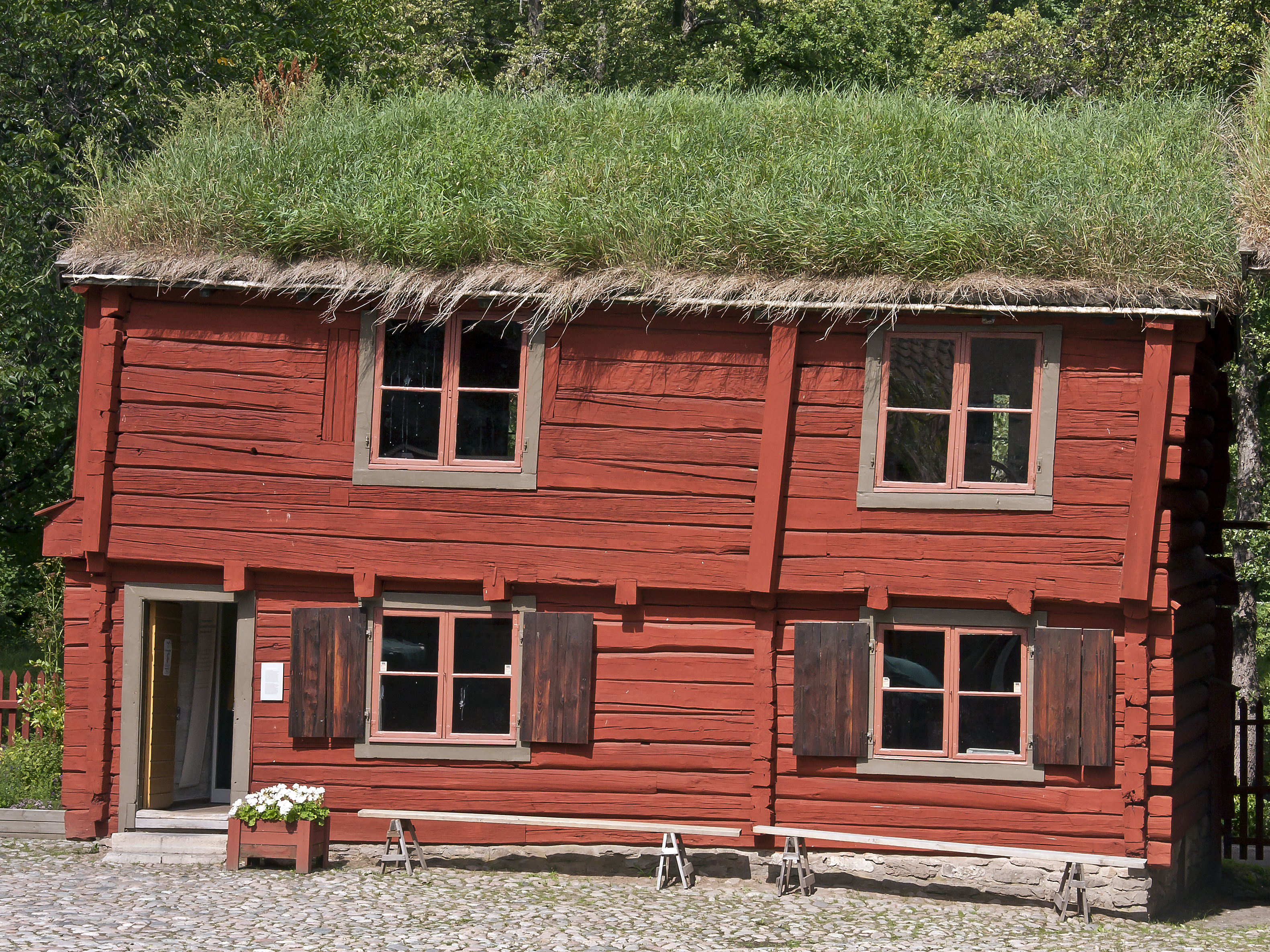
Cajsa Wargs Wohnhaus, heute im Freilichtmuseum Wadköping in Örebro

Warg wurde 1703 als jüngere von zwei Töchtern in Örebro geboren. Ihr Vater war Richter am örtlichen Gericht und Verwaltungsbeamter, ihre Mutter stammte aus einer wohlhabenden Familie, die Eisenhütten besaß. 1708 starb der Vater. Im Jahr 1710 zogen Cajsa Warg und ihre Schwester mit der Mutter und deren zweitem Ehemann, einem schwedischen Adligen, nach Borggård in der Nähe von Finspång. Aus der zweiten Ehe der Mutter stammen sieben Halbgeschwister.
Als junge Frau zog Cajsa Warg nach Stockholm und arbeitete dort als Köchin und Haushälterin für verschiedene bedeutende Familien, unter anderem für Graf Wolter Reinhold von Stackelberg, vermutlich auf Vermittlung ihres Stiefvaters. Später arbeitete sie für dessen Bruder, Baron Berndt Otto von Stackelberg und möglicherweise für weitere Haushalte.
In den späten 1740er Jahren trat sie eine Stelle als Küchenchefin bei dem Staatssekretär und Generalpostmeister Baron Leonard Klinckowström an, dessen Frau Catharina Ehrenpreus eine nahe Verwandte (unterschiedliche Angaben in der Literatur sprechen von einer Cousine ihrer Mutter oder von einer Schwester) war. Zum Haushalt gehörte eine größere Zahl von Hausangestellten, die Cajsa Warg beaufsichtigte und anleitete. Klinckowström war vielfach Gastgeber für Empfänge und Diners und sorgte so dafür, dass Cajsa Wargs Kochkunst innerhalb der Stockholmer Gesellschaft bekannt wurde. Die wissenschaftliche Herangehensweise, auf die sie sich im Vorwort beruft und mit der sie ihre genauen Maß-, Gewichts- und Temperaturangaben begründet, deutet darauf hin, dass sie sich innerhalb der Elite bewegte, der auch Anders Celsius und Carl von Linné angehörten.
Vermutlich ermöglichte eine Erbschaft den Druck der ersten Auflage des Kochbuchs 1755. Aufgrund der zahlreichen Auflagen ist davon auszugehen, dass das Buch Cajsa Warg später deutlich mehr als die ursprünglichen Kosten einbrachte. Nach dem Tod des Ehepaars Klinckowström bewohnte sie weiterhin deren herrschaftliches Haus, vermietete Teile davon und lebte von den Einnahmen. Als sie 1769 im Alter von 65 starb, hinterließ sie nicht nur eine umfangreiche Garderobe, sondern auch eine beträchtliche Geldsumme und weitere Honoraransprüche. Sie wurde im Familiengrab der Klinckowströms in der Klarakirche in Stockholm beigesetzt.

## Koch- und Haushaltungsbuch
Im Jahr 1755 erbte Cajsa Warg 5000 Schwedische Taler von ihrer Mutter. Im selben Jahr erschien die erste von insgesamt vierzehn Auflagen von Hjelpreda I Hushållningen För Unga Fruentimber ("Hilfe zu Haushaltung für junge Frauenzimmer"). Die letzte Auflage erschien 1822. Das Werk wurde in mehrere Sprachen übersetzt, auf Deutsch erschienen ab 1772 insgesamt vier Auflagen unter dem Titel Schwedisches Koch- und Haußhaltungs-Buch nebst einem Unterricht auf Seide, Wolle und Leinen zu färben zum Nutzen junger Frauenzimmer. Weitere Übersetzungen erschienen in Finnischer und Estnischer Sprache.
Das Buch enthält hauptsächlich Kochrezepte, insgesamt mehr als 800, aber auch Anleitungen zum Färben von Textilien und zu anderen Haushaltsthemen. Ab der dritten Auflage 1762 war dem Buch ein Anhang beigefügt mit dem Titel Underrättelse om Färgning ("Informationen zum Färben"). Dieser Anhang erschien auch in zwei Auflagen auf Dänisch (1773 and 1794).
Cajsa Warg legte Wert auf eine klare und schnörkellose Darstellung. Sie verglich eine mit "Blumen der Redegewandheit" garnierte Rezeptbeschreibung mit einer überwürzte Speise – beides wollte sie lieber vermeiden. Ihr Buch ist eines der ersten Kochbücher, in dem Zutaten getrennt von der eigentlichen Anleitung vorab aufgelistet werden. Cajsa Warg benutzte diese Art der Anordnung bei einigen Kuchenrezepten, aber nicht durchgängig. In einem Fall ließ sie sogar das sonst üblicherweise vorangestellte "Nimm" weg und begann unmittelbar mit der Zutatenliste.
Das Kochbuch war nicht das erste dieser Art. Seine große Beliebtheit ist laut dem Ethnologen Jan Öjvind Swahn darauf zurückzuführen, dass es traditionelle heimische Gerichte versammelte. Für die Leser klangen diese Rezepte auf bestärkende Weise vertraut. Die Rezepte sind für große Haushalte in Gutshäusern auf dem Land oder ähnliche große Stadthaushalte konzipiert, lassen sich aber auch für eine kleinere Zahl an Essern anpassen. Kartoffeln oder Gemüse spielen kaum eine Rolle in den Rezepten. Geflügel, Krebse und Gänse sind dagegen beliebte Zutaten, Gewürze werden häufig verwendet, die Zubereitung geschah auf dem offenen Feuer.
Zur Beliebtheit des Buches könnte auch beigetragen haben, dass Cajsa Warg genaue Maße angab und in den Anleitungen alle Arbeitsschritte genau beschrieb, so dass die Rezepte auch für unerfahrene Benutzer umsetzbar waren. Die verwendeten Zutaten und die intendierte Haushaltsgröße deuten an, dass sich das Kochbuch an die Oberschicht richtete.
Wargs Kochbuch war für viele Generationen das bedeutendste derartige Werk. Die Einführung neuer Haushaltsgeräte, Kochherde und ein Wandel des Geschmacks und der verfügbaren Zutaten ließen die Rezepte allerdings im Verlauf des 19. Jahrhunderts zunehmend antiquiert erscheinen und das Buch verlor daraufhin seinen Einfluss.

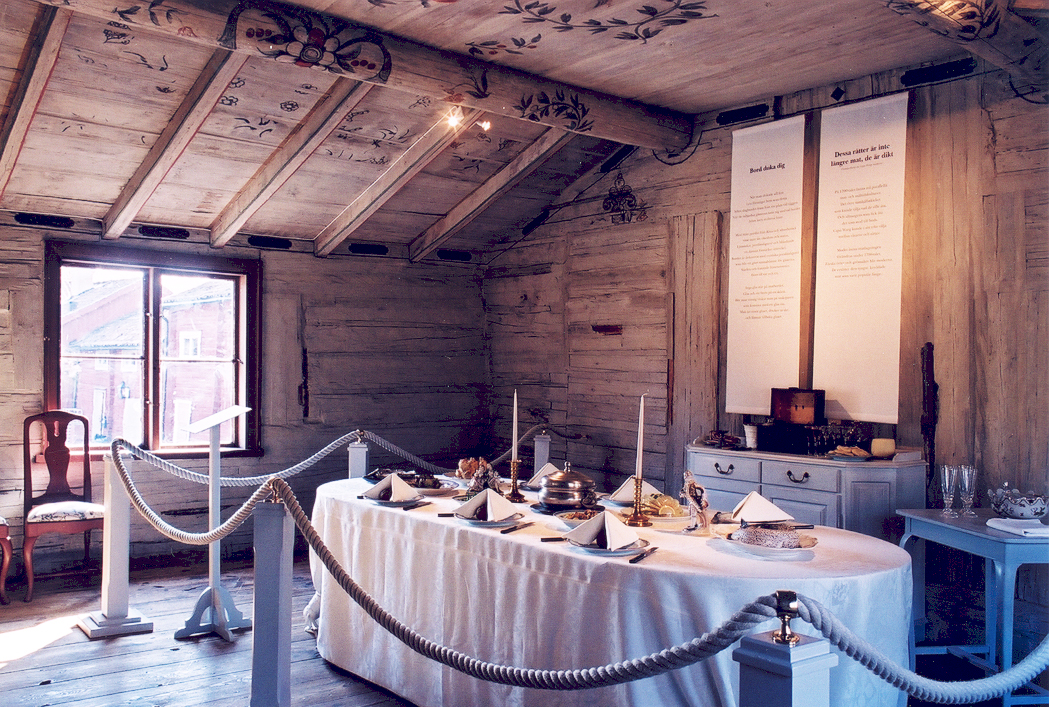
Wohnraum im Cajsa-Warg-Haus
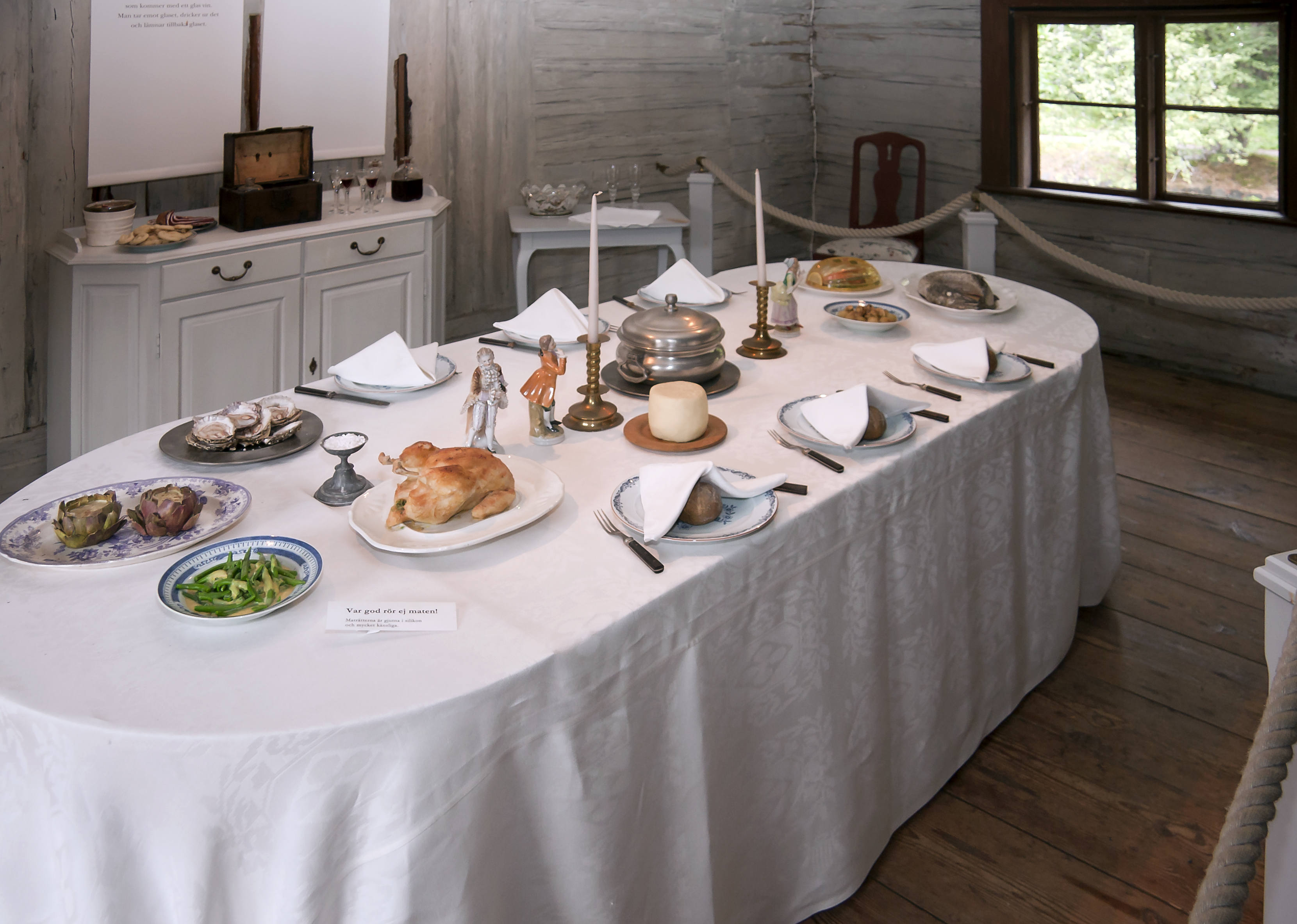
Tafel gedeckt für ein Mittagsmahl nach Cajsa Warg
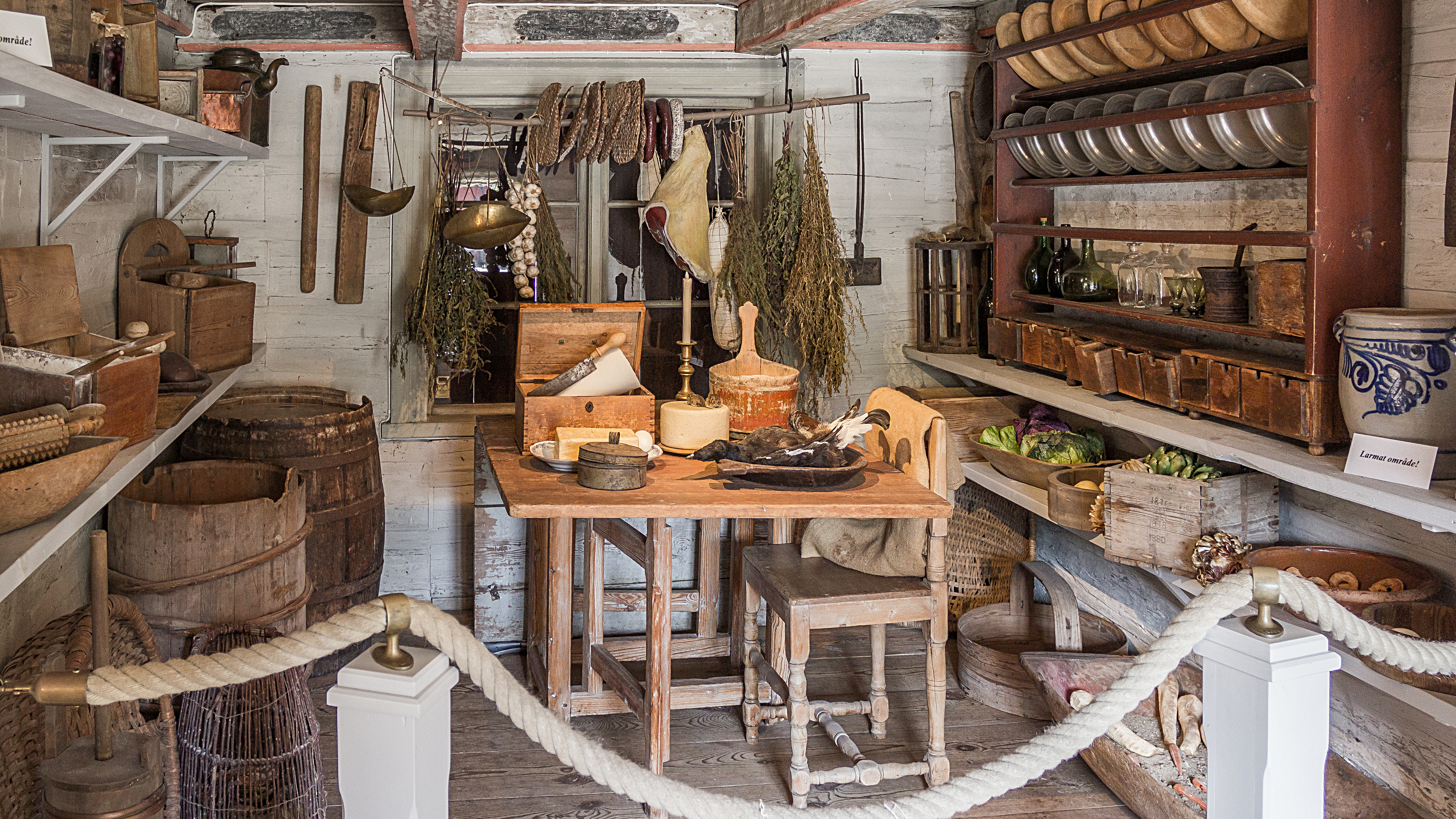
Vorräte und Küchenutensilien, Cajsa-Warg-Haus
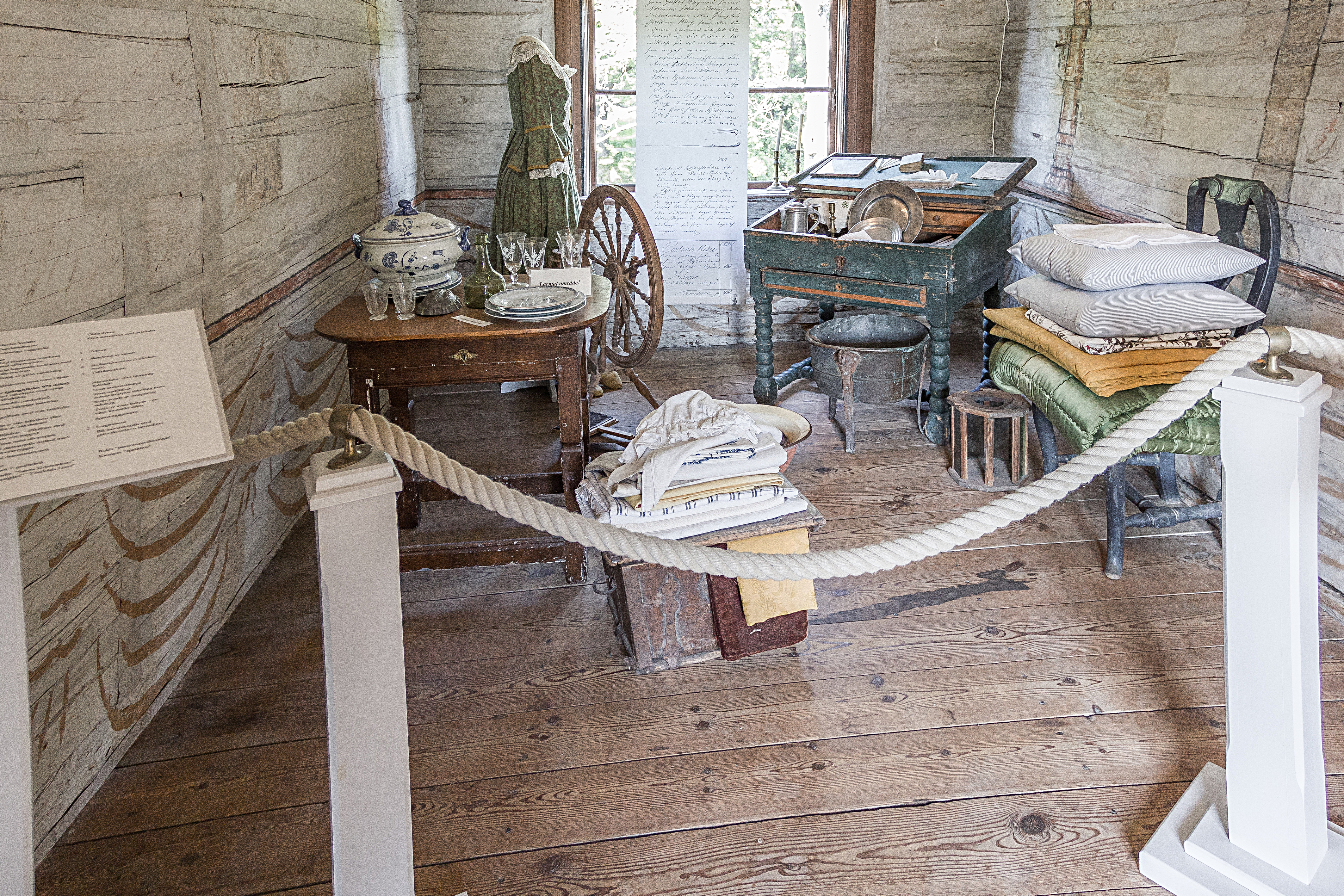
Geräte und Material zur Textilbearbeitung, Cajsa-Warg-Haus

## Ausgaben

### Schwedisch

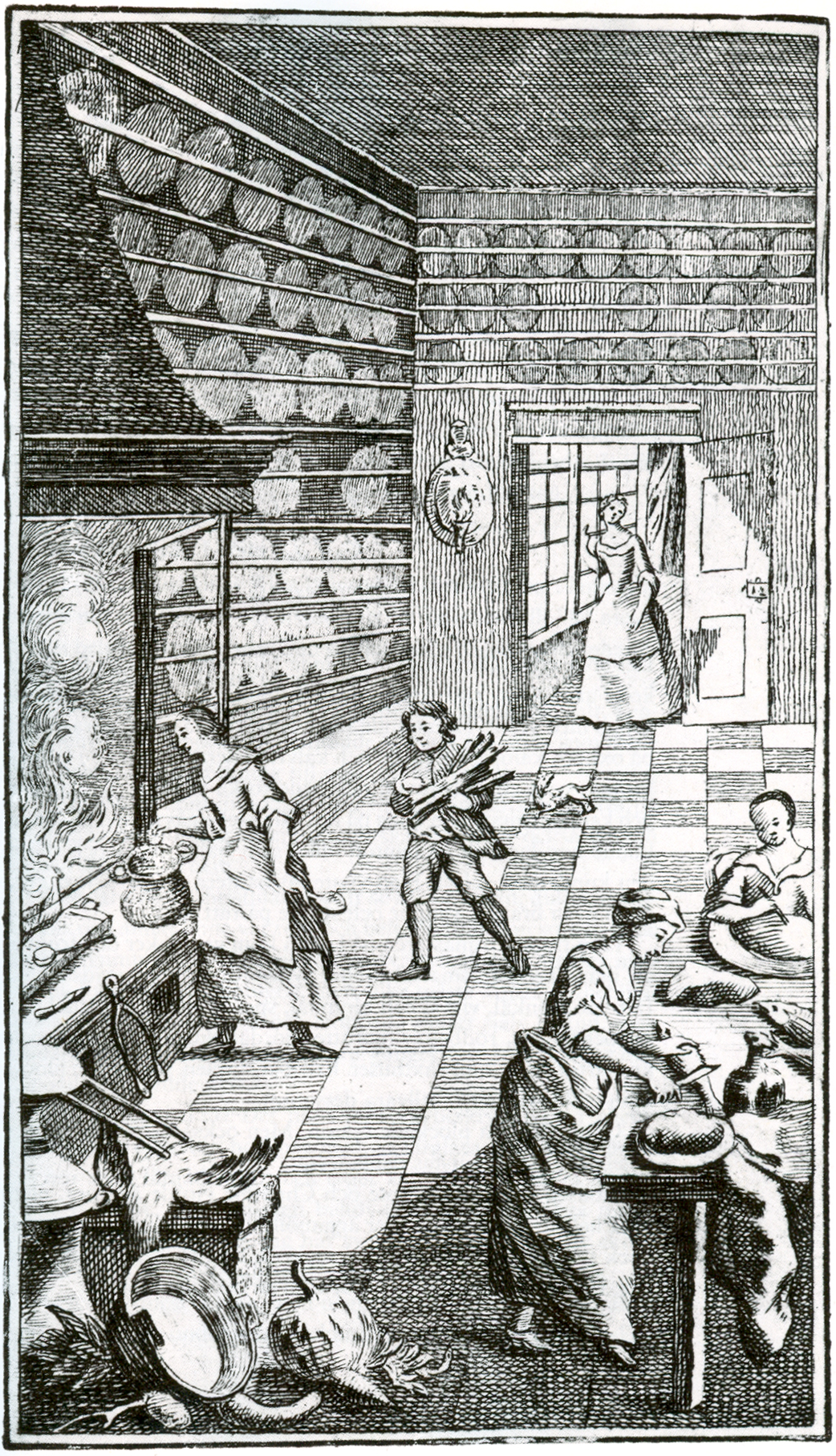
Frontispizillustration von Pehr Geringius aus Hjelpreda I hushållningen för unga Fruentimber

- erste Ausgabe, 1755 (als Faksimile neu veröffentlicht 1970)
- zweite Auflage, 1759
- dritte Auflage, 1762 (ergänzt um einen Anhang zum Färben von Textilien)
- vierte Auflage, 1765 (erweiterte Ausgabe mit einem neuen Anhang mit weiteren Rezepten)
- fünfte Auflage, 1770
- sechste Auflage, 1773 (ab dieser Auflage mit der Bezeichnung å nyo öfwersedd, förbättrad och tilökt, "erneut revidiert, verbessert und erweitert")
- siebte Auflage, 1780
- achte Auflage, 1781
- neunte Auflage, 1790
- zehnte Auflage, 1795
- elfte Auflage, 1800
- zwölfte Auflage, 1809
- 13. Auflage, 1814
- 14. Auflage, 1822

### Deutsch
- Schwedisches Koch- und Haushaltungs-Buch, erste Auflage (1772)
- zweite Auflage (1778)
- dritte Auflage (1789)
- vierte Auflage (1805)

### Dänisch (nur der Anhang zur Textilfärbung)
- Den paa Kundskab og Erfaring grundede nye Farve-Bog, erste Auflage (1773)
- zweite Auflage (1794)

### Estnisch
- Köki ja Kokka Ramat, mis Rootsi Kelest Eesti-ma Kele üllespandud on (1781)

## Wirkung

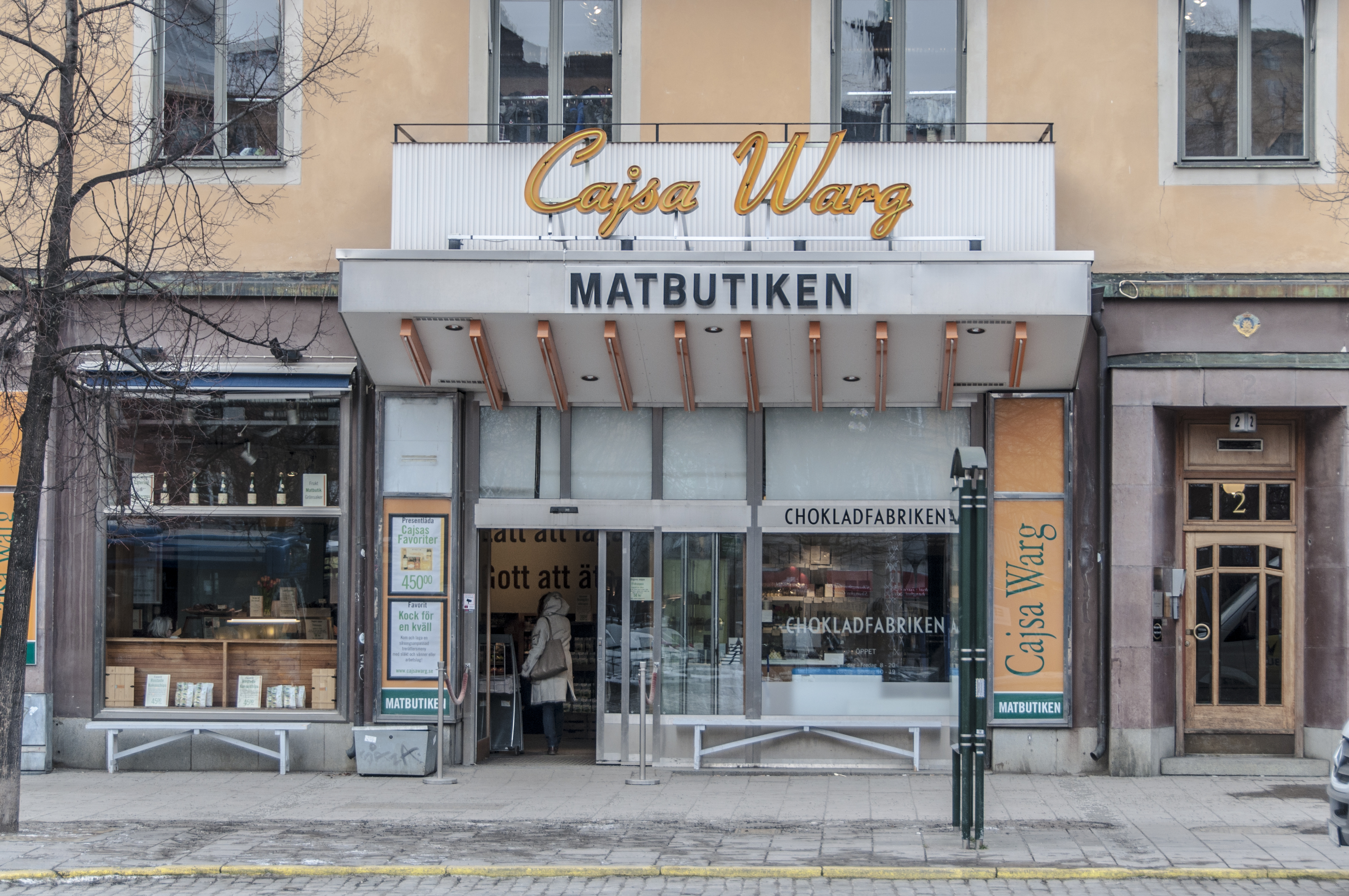
Nach Cajsa Warg benanntes Geschäft am Sankt Eriksplan 2 in Stockholm.

Cajsa Warg wird der Spruch "man tager vad man haver" ("man nehme was man hat") zugeschrieben, allerdings lässt sich diese Zuschreibung nicht belegen und in ihrem Buch kommt der Satz nicht vor. Die Bezeichnung Köttbullar für Fleischbällchen soll in Wargs Kochbuch zum ersten Mal in gedruckter Form erschienen sein.
Im Freilichtmuseum Wadköping, das historische Häuser aus dem Zentrum von Örebro versammelt, steht auch das Cajsa-Warg-Haus. Es stammt aus dem 17. Jahrhundert und war ursprünglich ein Gästehaus und Teil eines Anwesens des Schatzmeisters Anders Warg, dem Vater von Cajsa Warg. Im Gebäude befindet sich eine Ausstellung über Cajsa Warg und ihr Werk.
In Stockholm existiert ein Delikatessengeschäft, das sich nach Cajsa Warg benannt hat und sich auf deren traditionelle Küche beruft.